# Nazionale maschile under 16 di calcio della Polonia
La nazionale di calcio polacca U-16 è la rappresentativa calcistica Under-16 della Polonia ed è posta sotto l'egida della PZPN. Nella gerarchia delle nazionali calcistiche giovanili polacche è posta prima della nazionale Under-17 e dopo la nazionale Under-15.